# Adolf Jourdan
Adolf Jourdan (Torino, 22 gennaio 1853 – Torino, 1901) è stato un imprenditore, dirigente sportivo e arbitro di calcio italiano, che diresse l'incontro che assegnò il primo campionato di calcio italiano.

## Biografia
Figlio di Matteo (Genova 1823 – Torino 1873), di famiglia valdese proveniente da Torre Pellice, divenne dopo qualche anno maître d'hôtel della Pension Suisse in contrada d'Angennes, l’attuale via Principe Amedeo; la madre, Marie Joséphine Gauthier, era francese di Amiens. Nel capoluogo piemontese divenne proprietario di un negozio di scarpe e abbigliamento.
Appassionato di calcio, divenne segretario dell'Internazionale Torino, uno dei più antichi club calcistici italiani. Presso il suo negozio venne stabilita la sede della FIF, la Federazione Italiana Football che aveva contribuito a fondare insieme ai dirigenti del Genoa Hermann Bauer e Edoardo Pasteur il 15 marzo 1898.
Organizzato il primo campionato di calcio italiano fu chiamato l'8 maggio 1898 a svolgere il ruolo di arbitro nella finale che vide contrapporsi la sua Internazionale Torino al Genoa. L'incontro, che si protrasse oltre il tempo regolamentare, fu deciso da una rete di Norman Victor Leaver, attaccante della compagine genovese. Divenne in seguito il segretario della FIGC, come segnalato nel 1900.
Ai vincitori del campionato nel 1902, il Genoa, fu consegnata una medaglia d'oro in suo ricordo, evento che pone la sua dipartita prima del termine del suddetto campionato.